# Hôtel de préfecture du Cantal
L'hôtel de préfecture du Cantal est un bâtiment situé à Aurillac, en France. Il héberge la préfecture du Cantal

## Localisation
Il occupe un espace entre le cours Monthyon et la rue Transparots.

## Historique
Le bâtiment, de style néoclassique est bâti entre 1798 et 1811. Il s'agit du premier édifice spécialement construit en France pour servir de préfecture d'un département.
La préfecture est inscrite au titre des monuments historiques le 11 octobre 2004.